# Weronika Kaleta
Weronika Kaleta, född 21 juni 1999 i Limanowa, är en polsk längdskidåkare. Hon deltog i sitt första världsmästerskap 2019 i Seefeld. Kaleta körde också i de olympiska spelen 2022 i Peking, där hon körde tredje sträckan i Polens stafettlag. Vid Världsmästerskapen i nordisk skidsport 2023 i Planica tog hon sig vidare från sprintkvalet. Kaleta tog sina första världscuppoäng säsongen 2020/2021 då hon blev tjugofyra i ett sprintlopp i Davos.